# Nazarovo
Nazarovo (ru. Назарово) este un oraș din regiunea Krasnoiarsk, Federația Rusă, cu o populație de 56.539 locuitori.
1. ↑  OKTMO 179/2016, accesat în 20 octombrie 2016